# Landsat 8
Landsat 8 ist ein Erdbeobachtungssatellit der US-amerikanischen Luft- und Raumfahrtbehörde NASA. Der Satellit ist die achte Ausführung in der Reihe der Landsat-Satelliten. Er ist mit den Sensoren OLI und TIRS  ausgestattet, die Bilder in verschiedenen Spektralbereichen des sichtbaren Lichts und Infrarots mit Pixelauflösungen von 15 bis 100 m (am Objekt Erde) liefern.
Landsat 8 ist Teil des Earth Observing Systems (EOS), einem etliche Missionen umfassenden, längerfristigen Forschungsprogramm der NASA.

## Sensoren
Der Satellit verfügt über Sensoren zur passiven Aufnahme (Messung) der Erdoberfläche. Der Operational Land Imager (OLI) nimmt Bilder in folgenden Bändern (Wellenlängenbereiche, Auflösung) auf:
- Band 1 – Coastal aerosol (0,43…0,45 µm), 30 m
- Band 2 – Blau (0,45…0,51 µm), 30 m
- Band 3 – Grün (0,53…0,59 µm), 30 m
- Band 4 – Rot (0,64…0,67 µm), 30 m
- Band 5 – Nahes Infrarot (0,85…0,88 µm), 30 m
- Band 6 – Kurzwelliges Infrarot (1,57…1,65 µm), 30 m
- Band 7 – Kurzwelliges Infrarot (2,11…2,29 µm), 30 m
- Band 8 – Panchromatic (PAN) (0,50…0,68 µm), 15 m
- Band 9 – Cirrus (1,36…1,38 µm), 30 m

Der Thermal Infrared Sensor (TIRS) nimmt Bilder in folgenden Spektralbereichen auf:
- Band 10 – TIRS 1 (10,6…11,19 µm), 100 m
- Band 11 – TIRS 2 (11,5…12,51 µm), 100 m

## Umlaufbahn
Der Satellit bewegt sich auf einer polaren, sonnensynchronen Erdumlaufbahn (SSO). Eine Eigenschaft dieser Umlaufbahn ist, dass der Satellit einen Punkt auf der Erde jeden Tag zur selben Zeit passiert. Deshalb werden solche Erdumlaufbahnen häufig für meteorologische Satelliten und Erdbeobachtungssatelliten genutzt.